# Aston Martin Vanquish (2012)
Aston Martin Vanquish är en sportbil, tillverkad av den brittiska biltillverkaren Aston Martin mellan 2012 och 2018.
Den ersatte Aston Martin DBS från 2008.
Versioner:
| Modell     | Motor               | Cylindervolym | Effekt                 | Vridmoment             | Bränslesystem     |
| ---------- | ------------------- | ------------- | ---------------------- | ---------------------- | ----------------- |
| Vanquish   | 12-cyl V-motor DOHC | 5935 cm³      | 575 hk vid 6 750 v/min | 620 Nm vid 5 500 v/min | Direktinsprutning |
| Vanquish S | 12-cyl V-motor DOHC | 5935 cm³      | 603 hk vid 7 000 v/min | 630 Nm vid 5 500 v/min | Direktinsprutning |